# Xane d'Almeida
Pour les articles homonymes, voir Almeida (homonymie).
Xane d'Almeida est un joueur sénégalais de basket-ball, né le 21 janvier 1983.

## Biographie
Après avoir débuté au Pau-NE, il suit toute la filière du centre de formation de l'Élan béarnais Pau-Lacq-Orthez. Pour sa première saison en le Pro A, il remporte le titre de champion de France.
En 2008, il rejoint le CSP Limoges, qui évolue en Pro B. Avec ce dernier club, il dispute la finale du championnat de France de cette division, vaincu finalement par le club de Poitiers Basket 86.
La saison suivante, il évolue avec le club de Dijon qui termine finalement à la seizième et dernière du championnat de Pro A 2009-2010, ce qui le condamne à la relégation.
Il retrouve ensuite son ancien club de Limoges pendant une saison.
Après avoir porté le maillot bleu de l'équipe de France A', il rejoint la sélection sénégalaise.
En 2013, Xane signe à Tarbes-Lourdes, avec qui il dispute désormais le championnat de NM1.
Il rejoint l'Étoile de Charleville-Mézières en 2018.

## Palmarès
- Vainqueur de la Coupe de France : 2007
- Champion de France : 2004
- Champion de France Espoirs : 2001, 2002 et 2003
- Trophée du Futur : 2002 et 2004
- Coupe Sud Ouest : 2002, 2003 et 2004

- Nommé MVP du Championnat de France de NM1 2013-2014 lors des journées 20[2], 28[3], 30[4] et 33[5].